# Certiorari
Certiorari je pravo višeg suda preuzeti slučaj iz djelokruga nižeg suda u svrhu nadzora nad postupanjem i primjenom prava. To je najčešće sredstvo kojim Vrhovni sud SAD-a bira predmete iz djelokruga apelacijskih sudova u kojima je sam odlučio donijeti pravorijek.